# Henry Scrope di Masham
Henry Scrope, di Masham (1370 circa – Southampton, 5 agosto 1415), fra i favoriti di Enrico V d'Inghilterra partecipò al Complotto di Southampton venendo quindi giustiziato per decapitazione.

## Fedele
Henry Scrope di Masham nacque attorno al 1370 da Stephen Scrope (1345 circa – 25 gennaio 1406) II barone di Masham e Margery Welles, allora al suo secondo matrimonio. Henry era il maggiore di altri cinque fra fratelli e sorelle e fra questi si ricordano:
- Stephen Scrope che divenne rettore dell'Università di Cambridge
- John Scrope, IV barone Scrope di Masham (1388 circa – 15 novembre 1455), suo successore.

Nel 1390 Henry accompagnò Giovanni Beaufort, I conte di Somerse, fratellastro di Enrico di Bolingbroke nella crociata di Madhia, ma, a parte questo, non si sa molto della sua giovinezza.
Dopo che Bolingbroke salì al trono come Enrico IV d'Inghilterra deponendo il cugino Riccardo II d'Inghilterra Henry continuò a vedersi garantita una rendita annuale e combatté al suo fianco alla Battaglia di Shrewsbury. Nel 1405 suo zio Richard le Scrope Arcivescovo di York venne giustiziato per aver preso parte alla Ribellione del Nord contro il re, ma Henry non venne attaccato dalla caduta dello zio ed era in Galles a combattere quando gli giunse notizia, l'anno dopo, che aveva ereditato le terre e i titoli del padre.
Nel 1408 portò Philippa di Lancaster, figlia del re, in Danimarca perché si sposasse con Eric di Pomerania e l'anno dopo andò a Parigi per conto del cardinale Enrico Beaufort, altro fratellastro del re.
Secondo alcuni storici fu in quel periodo che Henry entrò in confidenza con il futuro Enrico V d'Inghilterra grazie al quale nel 1410 ottenne l'ammissione all'Ordine della Giarrettiera e di Lord gran tesoriere.
Tre anni dopo Enrico V successe al trono ed Henry fu spedito in diverse missioni diplomatiche fra cui una Borgogna con l'arcivescovo Henry Chichele con lo scopo di negoziare un'alleanza.

## Traditore?
Nel 1415 Enrico si disse determinato ad invadere la Francia e in quel febbraio Henry partecipò a degli incontri con lo scopo di organizzare la spedizione, il 27 maggio egli mancò a una di quelle riunioni senza ragione apparente. Il 31 luglio Edmondo Mortimer, V conte di March andò da Enrico sostenendo di essere a conoscenza di un complotto volto ad assassinarlo per consegnare a lui stesso il trono.
Edmondo era il bisnipote di Lionello Plantageneto, I duca di Clarence, secondogenito di Edoardo III d'Inghilterra, e dunque le sue pretese al trono erano, dinasticamente, più forti di quelle di Enrico. Questi infatti discendeva da Giovanni Plantageneto, I duca di Lancaster, che era terzogenito, e per altro il padre di Edmondo, Ruggero Mortimer, IV conte di March era stato considerato l'erede presuntivo di Riccardo così come lo era stato lo stesso Edmondo quando era bambino.
I tre capi del complotto erano considerati, Riccardo Plantageneto, III conte di Cambridge, cognato di Edmondo, Thomas Grey il cui figlio maggiore era sposato con la figlia maggiore di Riccardo ed Henry stesso.
I tre vennero prontamente arrestati e il processo ebbe luogo a Southampton, Grey venne decapitato il 2 agosto, ma la pena peggiore venne riservata ad Henry forse in virtù dello stretto rapporto di fiducia che lo aveva legato a Enrico.
Il 5 dello stesso mese venne trascinato per le vie della città fino a raggiungere il posto dove lui e Conisburgh sarebbero stati giustiziati; dopo la morte la testa di Henry venne spedita a York perché fosse esposta.
Il coinvolgimento di Henry nella congiura sorprese molti contemporanei ed è tuttora oggetto di dibattito. Alcuni storici ritengono che in realtà egli si fosse solo infiltrato nella cospirazione, proprio come aveva fatto anni prima Edoardo Plantageneto, II duca di York per la Rivolta dell'Epifania, ma fosse stato prevenuto dalle rivelazioni di Mortimer. Altri vogliono che invece non avesse mai avuto intenzione di rivelare al re del complotto perché la sua difesa al processo fu tutt'altro che convincente o che addirittura non vi fosse in effetti nessun complotto, ma delle prove fabbricate ad arte per porre i tre a morte così che pagassero per alcune colpe passate.
Il complotto di Southampton si trova nell'Enrico V di William Shakespeare e nell'opera anonima Sir John Oldcastle.

## I matrimoni
Henry si sposò una prima volta prima del 5 febbraio 1398 con Philippa Bryan (morta 19 novembre 1406), figlia ed erede di Guy de Bryan, I barone Bryan
Una licenza del 6 settembre 1410 ci porta al suo secondo matrimonio con Joan Holland (1380 circa – 12 aprile 1434). Joan era di parentela reale, era infatti la figlia di Thomas Holland, II conte di Kent e di Alice FitzAlan, era quindi nipote per parte di padre di Thomas Holland, I conte di Kent e Giovanna di Kent (che in terze nozze sposò Edoardo il Principe Nero). Joan era già vedova di Edmondo Plantageneto, I duca di York, figlio minore di Edoardo III. Joan era anche la sorella di Alianore Holland, madre di Mortimer.
Henry morì senza figli legittimi lasciando tutto al fratello che riprese titoli e proprietà non prima del 1442.